# Bánsági Ildikó
Bánsági Ildikó (Budapest, 1947. október 19. –) a Nemzet Művésze címmel kitüntetett, Kossuth- és Jászai Mari-díjas magyar színésznő, a Halhatatlanok Társulatának örökös tagja, a Magyar Művészeti Akadémia rendes tagja.

## Életpályája
1966-ban érettségizett a Hámán Kató Leánygimnáziumban. 1966–1968 között a Nemzeti Színházban Stúdiójában dolgozott. 1968-tól a Színház- és Filmművészeti Főiskolán Simon Zsuzsa osztályába járt, majd annak elvégzését követően 1972-ben a debreceni Csokonai Színházhoz szerződött. 1973–1976 között és 1987–1990 között a József Attila Színháznál játszott. 1976–1987 között a Vígszínház, 1990–1993 között a Nemzeti Színház, 1993–1996 között a Művész Színház, majd 1996–1997 között a Thália Színház színésze volt. 1997–1998 között a Kelemen László Színkör művésze volt. 1998–2013 között az Új Színház tagja volt. Játszott a Szigligeti Színházban, a Veszprémi Petőfi Színházban, a zalaegerszegi Hevesi Sándor Színházban és a Budaörsi Játékszínben is. 2013-tól 2020-ig ismét a Nemzeti tagja volt. 2014-től a Magyar Művészeti Akadémia rendes tagja.

## Magánélete
Szülei egy szovjet hadifogolytáborban ismerkedtek meg, ahol édesapja raboskodott, orosz édesanyja, Lerasova Natalia pedig ápolónő volt. A háború után kalandos úton találtak újra egymásra Magyarországon. Édesapja, Bánsági Károly tengerész, míg édesanyja orosztanár lett, idővel különváltak. Első férje Jeles András filmrendező volt, akitől elvált. Második férje Gáspár Sándor színész volt, akitől egy fia és egy lánya született. Fiuk, Gáspár Gergely (vagy Gergő, 1982) dobos. Lányuk, Gáspár Kata (1987) a szülők hivatásának folytatója. Egy testvére van, Bánsági Károly.

## Színpadi szerepei
- O’Neill: Jones császár...

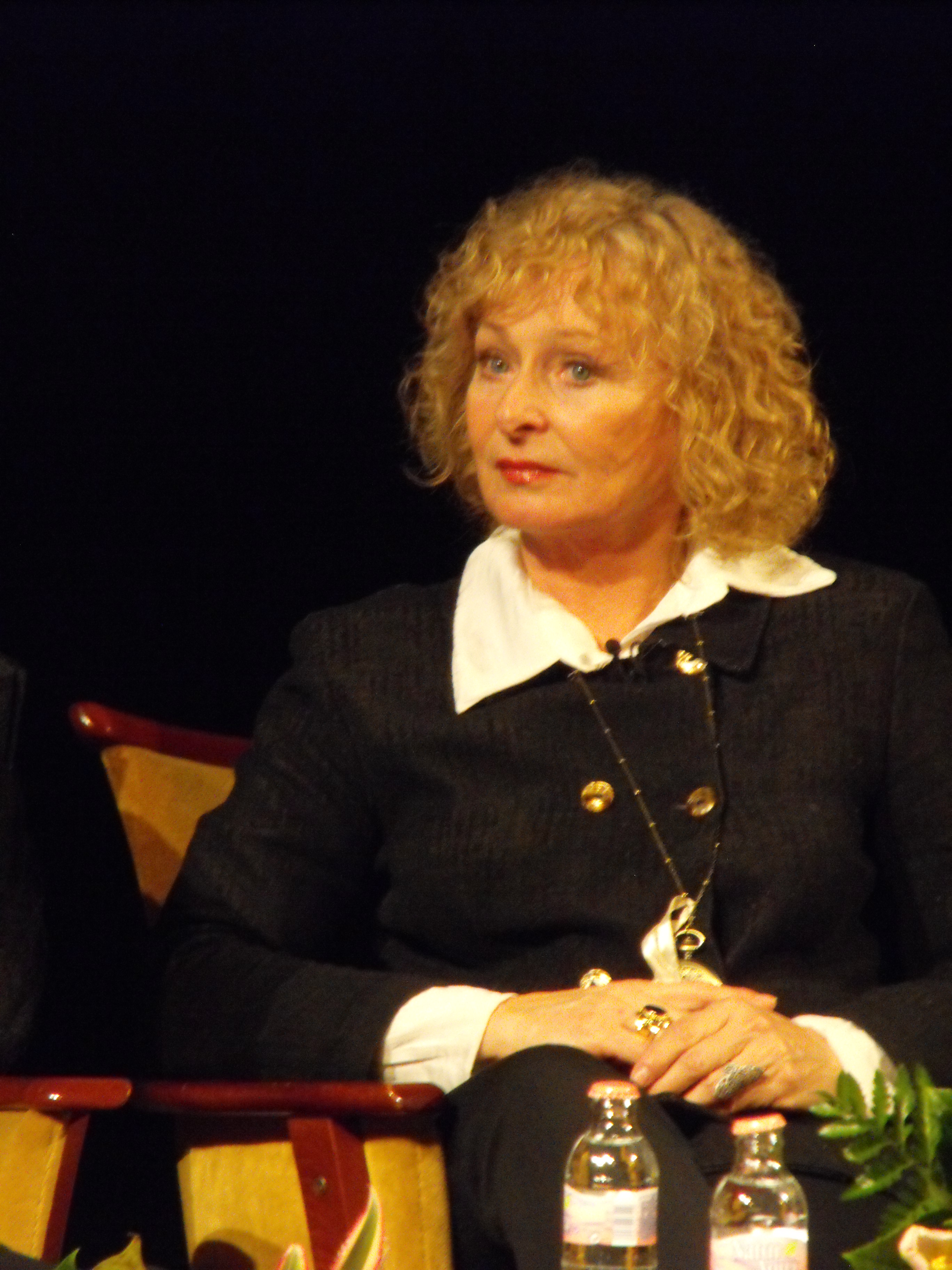
Makón, a Hagymaházban a 2010-es Páger-díj átadó ünnepségén

- Shaw: Androcles és az oroszlán...
- Weiss: A Luzitán szörny...
- Rahmanov: Viharos alkonyat... I. diáklány
- Brecht: Koldusopera... Molly; Peachumné
- Csurka István: Döglött aknák... Ápolónő
- Berkesi András: A tizenharmadik ügynök... Kürthy Bea
- Bennet: Mérföldkövek... Rosalind Sibley
- Beaumarchais: Figaro házassága avagy Egy őrült nap... Pásztorlány; Almaviva grófné
- Bessenyei György: A filozófus... Szidalisz
- Molière: Kényeskedők... Kati
- Friedman: Átléptem a tegnapot... Lilian
- Padisák Mihály: A sztár is meztelen... Gizus
- Romhányi József: Hamupipőke... Aranyka
- Németh László: Csapda... Alexandra
- Sardou-Moreau: Szókimondó Kata... Vereske
- Benedek Katalin: Alattunk a város... Iza
- William Shakespeare: A makrancos hölgy... Katalin
- Páskándi Géza: A kocsi rabjai... Adél
- William Shakespeare: Sok hűhó semmiért... Beatrice
- Arthur Miller: A salemi boszorkányok... Abigail Williams
- Madách Imre: Az ember tragédiája... Éva
- Déry-Szántó: Kedves Bópeer...!... Vukovics Szilvia
- Hernádi Gyula: Királyi vadászat... Zita királyné; Aldobói Éva
- Gandillot: A kikapós patikárius... Amandine
- Fejes Endre: Jó estét nyár, jó estét szerelem... Zsuzsanna
- Lope de Vega: Valencia bolondjai... Erifila
- Csurka István: Házmestersirató... Visegrádi Irén
- Vámos Miklós: Háromszoros vivát!... Királyné[11]
- Csurka István: Deficit... Y
- Congreve: Szerelmet szerelemért... Hajlandóné
- Crommelynck: Forrón és hidegen... Ida
- Csurka István: Reciprok komédia... Mari
- Heltai Jenő: A néma levente... Zilia Duca
- Székely János: Vak Béla király... Ilona
- Feydeau: A balek... Maggy
- William Shakespeare: Szentivánéji álom... Hyppolita; Titánia
- Weöres Sándor: A kétfejű fenevad, avagy Pécs 1686-ban...
- Schiller: Don Carlos... Valois Erzsébet
- Dobozy Imre: A tizedes meg a többiek... Szása
- Molnár Ferenc: A farkas... Vilma
- Pataki Éva: Edith és Marlene... Marlene Dietrich
- Schisgal: Szerelem, óh!... Ellen
- Dosztojevszkij: Ördögök... Liza Drozdova
- Lope de Vega: Sevilla csillaga... Estrella
- Gáspár Margit: A császár messze van... Krisztina
- Fiastri-Camfora: Szerelmeim...Anna-Lisa
- Schwajda György: Csoda... Veronika
- Vörösmarty Mihály: Csongor és Tünde... Ilma
- Göncz Árpád: Kő a kövön... Nő
- Nash: Az esőcsináló ember... Lizzie Curry
- Békeffi István: A régi nyár... Mária
- William Shakespeare: Vízkereszt, vagy amit akartok... Viola
- Molière: Tudós nők... Belisa
- Ödön von Horváth: Figaro válik... Grófné
- Molière: Tartuffe... Elmira
- Mrożek: Szerelem a Krímben... Matrjona Vasziljevna Cselcova
- Carlo Goldoni: A Chioggiai csetepaté... Pasqua
- Csehov: Jubileum... Mercsutkina
- Csehov: A medve... Popova
- Euripidész: Helené... Helené
- Cervantes Saavedra: Szószátyárok... Donna Beatriz
- Cervantes Saavedra: A szerelemféltő aggaszyán... Hortigosa
- Cervantes Saavedra: A csodabarlang...
- Carlo Goldoni: A szégyentelenek... Marina
- Csiky Gergely: Ingyenélők... Szederváry Kamilla
- Jarry: Übü király... Übü mama
- Szomory Dezső: Hermelin... Lukács Antónia
- Feydeau: Bolha a fülbe... Lucienne Homenides de Histangua
- Kapecz-Pataki: Veled könnyen, szivi!... Iglódi Hédi
- Molière: Az úrhatnám polgár... Jourdainné
- Koltés: Roberto Zucco... Roberto Zucco anyja
- Shepard: Hazug képzelet... Lorraine
- Csehov: Három nővér... Mása
- Szép Ernő: A vőlegény... Anya
- Molnár Ferenc: Delila... Marianne
- Szabó-Bereményi: Az ajtó... Molnár Anna
- Angelis: Színházi bestiák... Mrs. Betterton
- Chase: Barátom, Harvey!... Veta Louise Simmons
- Molière: A fösvény... Frosine
- Búss-Hársing-Rudolf: Keleti pu...
- Maugham: Színház... Julia Lambert
- Hunyady Sándor: Júliusi éjszaka... Az özvegy
- Vitrac: Victor, avagy a gyermekuralom... Emilia
- Nádas Péter: Találkozás... Mária
- Menchell: Sírpiknik... Lucille
- Molnár Ferenc: A hattyú... Beatrix
- Maraini: A királynő teste... Erzsébet
- Albee: Mindent a kertbe... Mrs. Toothe
- Márta István: Csodálatos mobilvilág... A Rossz
- Barabás Pál: Kávé habbal... Murányiné
- 6 (Csehov: A 6-os számú kórterem)... Darjuska

## Szinkronszerepei
- A vágy villamosa: Blanche DuBois – Vivien Leigh
- Modern Monte Cristo: Maria – Anny Duperey
- Ártatlan kék szemek (6 részes svéd tévéfilmsorozat): Linda – Anna Godenius
- A fekete tulipán: Caroline – Virna Lisi
- Kicsorbult tőr: Teddy Barnes – Glenn Close
- Augusztus Oklahomában: Violet Weston – Meryl Streep
- Kramer kontra Kramer: Joanna Kramer – Meryl Streep
- A francia hadnagy szeretője: Anna / Sarah Woodruff – Meryl Streep
- Az éjszaka csendje: Brooke Reynolds – Meryl Streep
- Bőség: Susan – Meryl Streep
- A kísértetház: Clara del Valle Trueba – Meryl Streep
- Az órák: Clarissa Vaughan – Meryl Streep
- Túl közeli rokon: önmaga – Meryl Streep
- Egyszerűen bonyolult: Jane Adler – Meryl Streep
- Agyament Harry: Joan – Kirstie Alley
- Hamlet: Gertrúd – Glenn Close
- Spancserek: Joyce Klaven – Jane Curtin
- Az Őrzők legendája: Níra – Helen Mirren
- Reszkessetek, betörők!: Kate McCallister – Catherine O’Hara
- Sophie választása: Sophie – Meryl Streep
- Gréti…! (egy kutya feljegyzései): Gréti
- Kizárólag öttől hétig: Arlene Bloom – Glenn Close
- Warcraft: A kezdetek: Alodi – Glenn Close
- Az ifjú pápa: Mary nővér – Diane Keaton
- Marslakó a mostohám: Celeste – Kim Basinger
- Nicsak, ki beszél!: Molly – Kirstie Alley
- RED: Victoria - Helen Mirren
- Barbie: narrátor – Helen Mirren

## Filmszerepei
| - Madárkák (1971) - Végre hétfő! (1971) - Szindbád (1971) - Makra (1972) - Utazás Jakabbal (1972) - Lányarcok tükörben (1973) - Álljon meg a menet! (1973) - Szikrázó lányok (1974) - Jelbeszéd (1974) - Ereszd el a szakállamat! (1975) - Kopjások (1975) - Fekete gyémántok I-II. (1976) - Budapesti mesék (1976) - Egyszeregy (1978) - Utolsó előtti ítélet (1979) - Élve vagy halva (1979) - Bizalom (1979) - Kojak Budapesten (1980) - Mephisto (1981) - Napló gyermekeimnek (1982) - A remény joga (1982) - Egymásra nézve (1982) - Hosszú vágta (1983) - Házasság szabadnappal (1983) - Hány az óra, Vekker úr? (1985) - Idő van (1985) - Eszterlánc (1985) - Gyerekrablás a Palánk utcában (1985) - Csók, Anyu (1986) - Napló szerelmeimnek (1987) - Jézus Krisztus horoszkópja (1988) - Hanussen (1988) - Iskolakerülők (1989) - Az erősebb (1989) - Napló apámnak, anyámnak (1990) - Találkozás Vénusszal (1991) - Édes Emma, drága Böbe (1992) - Kék Duna keringő (1992) - Roncsfilm (1992) - Zsötem (1992) - Váratlan halál (1996) - Szenvedély (1997) - Házikoszt (1997) - A szalmabábuk lázadása (1999) - Tíz perc: cselló (2002) - A Rózsa énekei (2002) - Rózsadomb (2003) - Bolondok éneke (2003) - Magyar vándor (2004) - Lopott képek (2006) - Szabadság, szerelem (2006) - Overnight (2007) - Töredék (2007) - Pánik (2008) - Para (2008) - MAB (2010) - Csonka délibáb (2015) - Eltörölni Frankot (2021) - Ma este gyilkolunk (2024) | - Rózsa Sándor (1971) - III. Richárd (1973) - Asszony a viharban (1974) - III. Béla (1974) - Itt járt Mátyás király… (1974) - Megtörtént bűnügyek (1974) - Micsoda idők voltak (1975) - Volpone (1975) - Egy csók és más semmi (1975) - Szépség Háza (1975) - Attila (1977) - A bosszú (1977) - Viszontlátásra, drága! (1978) - Zokogó majom 1-5. (1978) - Mire a levelek lehullanak... (1978) - Egy ház a körúton (1979) - Képviselő úr (1979) - Rettegés és ínség a harmadik birodalomban (1980) - Faustus doktor boldogságos pokoljárása (1982) - Egymilliárd évvel a világvége előtt (1983) - Hungarian Dracula (1983) .... Rózsika - Lélekvándorlás (1983) - Szerelmes sznobok (1983) - A hirdetés (1984) - Kémeri 1-5. (1985) - Átok és szerelem (1985) - Puskin utolsó napjai (1986) - Az állam én vagyok (1986) - Az ördögmagiszter (1986) - Farkasok és bárányok (1987) - Eszmélet (1988) - Gyilkosság két tételben (1988) - A cár őrültje (1989) - Alapképlet (1989) - Erdély aranykora 1-2. (1989) - Glóbusz (1992) - Családi kör (1994) - Herczeg Ferenc: A harmadik testőr (1995) - Ábel Amerikában (1998) - Na végre, itt a nyár! (2001) - Tea (2003) - Mozgókép (2003) - Hóesés Vízivárosban (2004) - Kivilágos kivirradtig (2005) - Szeszélyes (2006) - Koccanás (2009) - Átok (2009) - Keleti pu. (2010) - Korhatáros szerelem (2017–2018) - Csak színház és más semmi (2018–2019) - A renitens (2025) |

## Cd-k, hangoskönyvek
- Agatha Christie: Gyilkosság Mezopotámiában
- Erich Kästner: Három ember a hóban

## Hangjáték
- Jókai Mór: Az új földesúr (1975)
- Mauriac: Az éjszaka vége (1975)
- Mykolas Sluckis: Nem veszett a mi kutyánk? (1977)
- Moldova György: Az ötödik sípszó (1978)
- Ulla Ryum: A félbeszakadt előadás (1979)
- Lendvay György: Holnap kupaszerda (1980)
- Arthur Schnitzler: Anatol (1983)
- Balázs Béla: Doktor Szélpál Margit (1983)
- Herman Heijermans: Remény (1983)
- Thury Zoltán: Katonák (1983)
- Déry Tibor: Kedves Bópeer (1985)
- Fenákel Judit: Nóri (1985)
- Füst Milán: Catullus (1985)
- Gozsdu Elek: A félisten (1985)
- Molnár Ferenc: Az ismeretlen lány (1985)
- Vízparti történet (1985)[12]
- Franz Fühmann: Árnyak (1986)
- Csiki László: Cicus és kutyus (1987)
- Thinsz Géza: A kétlaki (1987)
- William Butler Yeats: A színészkirálynő (1987)
- Bakos Ferenc: Harmat hull a peóniába (1988)
- Móricz Zsigmond: A vadkan (1988)
- Erland Josephson: Egy éj a svéd nyárban (1989)
- Pap Károly: Betsabe (1990)
- Ingmar Bergman: Lelki ügy (1991)
- Puskás Károly: Fráter Erzsi (1991)
- Jerzy Andrejewski: Senkise (1992)
- Gyárfás Miklós: Leánykérés (1992)
- Szentkuthy Miklós: Dürer (1992)
- Gulácsy Lajos: Ibelon! A hó keserű! (1993)
- Esterházy Péter: Amál (1994)
- Jaroslav Hasek: Svejk, egy derék katona kalandjai a világháborúban (1997)
- Tendulkar, Vijay: Shakharám Binder háza (2000)
- Vajda István: A fekete tükör (2000)
- Garaczi László: Csodálatos vadállatok (2001)
- Mesterházi Márton: Mata Hari - a hírhedett kémnő élete és halála (2004)
- Borbély Szilárd: Hans Christian Boldog Élete (2005)
- Szomory Dezső: Beszélgetések Horeb tanár úrral (2008)

## Díjai, elismerései
- Varsányi Irén-emlékgyűrű (1979)
- Jászai Mari-díj (1981)
- Ajtay Andor-emlékdíj (1985)
- Magyar Filmszemle díj (1987)
- Erzsébet-díj (1987, 1990)
- Magyar Filmkritikusok Díja – legjobb női epizódszereplő (1988)
- Új magyar hangjáték-színészi díja (1990)
- Magyar Rádió nívódíja (1990)[13]
- Kossuth-díj (1996)
- Magyar Filmszemle díj - a legjobb női főszereplő (1998)
- Sík Ferenc-nívódíj (2008)[13]
- Örökös tag a Halhatatlanok Társulatában (2009)
- Páger Antal-színészdíj (2010)
- A Nemzet Művésze (2014)
- Prima díj (2014)
- Magyar Művészeti Akadémia rendes tagja (2014)
- Arany Medál Életműdíj (2015)
- A Magyar Filmakadémia életműdíja (2019)